# Bacalhau à Brás

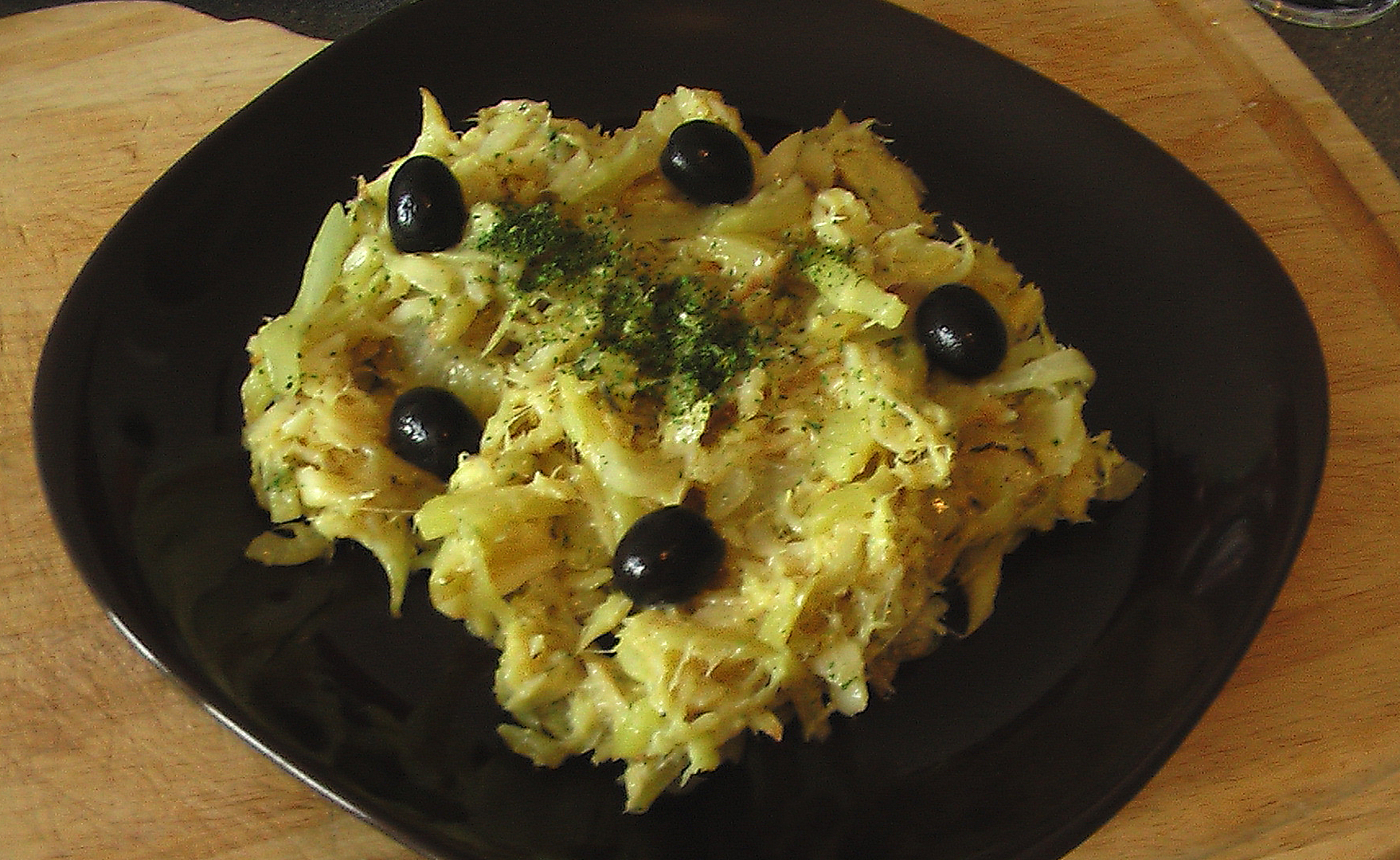
Bacalhau à Brás

Bacalhau à Brás (ou também Bacalhau à Braz) é um típico prato português de bacalhau. Sendo um dos pratos mais populares confeccionados com este peixe, consiste em bacalhau desfiado, batata palha, cebola frita às rodelas finas, ovo mexido, azeitonas e salsa picada. É muito consumido em Portugal e também em Macau. O excelente sabor depende da relação dos componentes da receita, principalmente a quantidade de cebola em relação ao bacalhau e o azeite usado para efetuar este prato.
A receita foi criada por um taberneiro do Bairro Alto, em Lisboa, de nome Brás (ou Braz, como era uso escrever nessa época).
A sua popularidade levou-o a atravessar a fronteira com a Espanha, sendo por vezes possível encontrá-lo também em ementas espanholas sob designações como "revuelto de bacalao a la portuguesa" ou "bacalao dorado".